# گمینا اوشچیموو
گمینا اوشچیموو (به لهستانی:  Gmina Uścimów) یک گمینا در لهستان است که در شهرستان لوبارتوف واقع شده‌است. گمینا اوشچیموو ۱۰۸٫۶۱ کیلومتر مربع مساحت و ۳٬۳۰۷ نفر جمعیت دارد.